# Esdrás könyve
Az Esdrás könyve, az apokrif Esdrásokat is beleszámítva Esdrás első könyve protokanonikus Ószövetségi könyv. Esdrás könyvét és Nehémiás könyvét is ugyanarra a tekercsre írták, szoros egységet alkotnak.

## Történelmi háttér
Esdrás és Nehémiás könyvei leírják azt, hogy a babiloni fogságból hányan és mikor érkeztek vissza. Első hullámot Zerubábel vezeti Kr. e. 538, második csoport Esdrással Kr. e. 448 körül, míg a harmadikkal Nehémiás érkezik Kr. e. 445. A könyv alapjai Esdrás emlékiratai alapján íródtak. A visszatérést az a Círus (II. Kurus perzsa király) tette lehetővé, aki Kr. e. 539-ben leigázta Babilont, és a fogvatartott népeknek kegyességet gyakorolván, rendeletet hoz szabadulásukra. Így Cirusz királyban Isten általi szabadítót láttak a zsidók.

## Tartalma
Esdrás könyve leírja Cirusz rendeletét, hogy visszaengedi a fogvatartott zsidó népet Babilonból, ahol szabadon gyakorolhatják saját vallásukat. A hazatérőkről jegyzéket állított fel, több mint 1700-an tértek vissza. és legfontosabb munkába kezdtek az első visszatérő csoport, a templom újjáépítésébe, melyet a szamaritánusok ellenségeskedései ellenére - 15 év szüneteltetés - sikerül felépíteniük. A templom felszentelése kr. e. 51 húsvétján volt.  Evvel a próféták szavai és Isten ígéretei maradéktalanul beteljesedtek. A visszatérő Esdrás felszólal a vegyes házasságok ellen.